# Francesc Bayarri
Francesc Bayarri (Almácera, Valencia, 1961) es un periodista y escritor español. Actualmente es el jefe de prensa de la Universidad de Valencia. Fue el primer jefe de informativos de la radio autonómica valenciana (1989). Pero su actividad profesional se ha centrado en la prensa escrita, en los diarios Levante-EMV y El País. Ha escrito, en valenciano, las novelas L’avió del migdia, premio Valencia de Literatura 2001; Febrer; Cita a Sarajevo, traducida al castellano y al inglés, y premio de los Escritores Valencianos 2007; y València sic transit (2016). Ha traducido del francés Amado Granell. El valencià que va alliberar París (2016), de Cyril García; y del castellano La barraca, de Vicente Blasco Ibáñez. Pertenece a la plataforma cívica Valencians pel Canvi, donde integra el consejo directivo.